# 一様環
数学において、あるコンパクトなハウスドルフ位相空間 X 上の一様環（いちようかん、英: uniform algebra）A とは、C*-環 C(X) の（一様ノルムに関する）閉部分環で、次の性質を満たすもののことを言う。
定数関数は A に含まれる。
すべての x, y ∈ X に対して、ある f ∈ A が存在して、f(x) ≠ f(y) となる。これは X の点の分割 (separating) と呼ばれる。
可換バナッハ環 C(X) の閉部分環として、一様環はそれ自身が（一様ノルムを備えられたとき）単位的な可換バナッハ環である。したがって定義より、一様環はバナッハ関数環である。
X 上の一様環 A は、その極大イデアルが X 内のある点 x で消失する関数のイデアル Mx であるとき、自然 (natural) と呼ばれる。

## 抽象的な特徴づけ
A が単位的かつ可換なバナッハ環で、A 内のすべての a に対して ‖ a2 ‖ = ‖ a ‖2 が成立するなら、あるコンパクトなハウスドルフ空間 X が存在し、A はバナッハ環として X 上のある一様環と同型となる。この結果はスペクトル半径の公式とゲルファント表現より従う。